# Robert II d'Alvèrnia
Robert II (+ 1096 o poc més tard), fou comte d'Alvèrnia i comte titular de Gavaldà per dret de la seva primera dona. Va succeir al seu pare Guillem VI d'Alvèrnia el 1064 i és conegut en diversos actes, dels quals un de 1064. És encara citat en una carta de Cluny el 1096 i no és segur fins quan va governar, però no apareix després d'aquesta data.
Es va casar:
- en primeres noces, vers 1051, amb Berta de Gavaldà († 1064), filla d'Hug I, comte de Roergue i titular de Gavaldà († 1053), que li va donar una filla, Fe de Gavaldà. A la mort d'Hug el 1053, la seva filla Berta va heretar els comtats de Roergue, (i fou també co-comtessa a Carcí, Albi i Nimes) i el títol comtal de Gavaldà (nominal), però, a la seva mort sense fills mascles, el seu espòs Robert va voler conservar els dominis de la seva muller, que li van disputar els cosins d'aquesta: Guillem IV de Tolosa i Ramon IV (VI) de Sant Geli. Això va provocar l'esclat d'una llarga i sagnant guerra que va tenir per teatre principal el Roergue i que va acabar el 1079 amb la renúncia de Robert II.

- i en segones núpcies, vers 1069 o poc abans, amb Judit de Melguelh, filla de Guillem, comte de Melguelh i de Beatriu de Guyena. Foren pares de Guillem VII d'Alvèrnia i de Judit, casada el 1076 amb Simó, comte de Crépi-en-Valois, que es van acabar fent religiosos.